# Facultad de Diseño, Imagen y Comunicación (Universidad El Bosque)
FaDIC es la Facultad de Diseño, Imagen y Comunicación de la Universidad El Bosque, ubicada en el Bloque F (Edificio “El Campito”) al nororiente de Bogotá en la localidad de Usaquén. Cuenta con el programa académico de Diseño Industrial y con el programa Diseño de Comunicación, enfocándose los dos en contribuir a la creación, desarrollo y gestión de eventos bi y tridimensionales, espaciales y relacionales que aporten al desarrollo de valores bio-psicosociales que contribuyan a una cultura de vida con calidad y sentido.
Utilizando herramientas como el pensamiento de diseño y el pensamiento divergente, la construcción de transdisciplinariedades desde el diseño y una visión “glocal”; y participando en proyectos que permitan hacer del diseño un instrumento que ofrezca respuestas innovadoras para el mejoramiento de nuestra sociedad, FaDIC busca desarrollar productos, servicios y estrategias que logren mejorar las condiciones de salud y calidad de vida en los entornos donde se implementen. Actualmente la Facultad cuenta con más de 80 docentes con diferentes grados de posgrados, desde especializaciones hasta maestrías o doctorados y más de 700 estudiantes.

## Historia
En el año 2001 la Universidad El Bosque autorizó la creación del programa de Diseño Industrial en la Facultad de Ingeniería, procurando un enfoque comunicativo y con formación constructivista en los aprendices del programa. Cinco años después, en el 2006, el programa se convirtió en miembro activo de la Red de Academias de Diseño (RAD) y, posteriormente el mismo año, la Universidad creó la Facultad de Diseño Imagen y Comunicación, que acogió el programa de diseño industrial. En el segundo semestre del año 2007 FaDIC graduó su primera Diseñadora Industrial, y con ella la primera promoción del programa. Actualmente la Facultad tiene más de 290 egresados. 
En el año 2008 FaDIC obtuvo el Registro Calificado por el Ministerio de Educación Nacional a través de la Resolución 3309 del 3 de junio de 2008, verificando los estándares de calidad de la Facultad. Como miembro de la RAD, en el primer semestre de 2011 la Facultad y el Programa participaron en reuniones con el Ministerio de Educación Nacional (MEN) para revisar y validar las competencias genéricas y profesionales que todo programa de pregrado de diseño en Colombia debe tener en cuenta al plantear sus currículos. Entre 2012 y 2014 el Programa ha tenido participación constante y activa en la construcción de las pruebas de diseño SABER PRO, y la verificación de sus preguntas. De esta forma FaDIC aporta también al debate sobre la profesión y la disciplina del Diseño en Colombia, y cómo debe perfilarse la oferta académica para responder a sus particularidades. El Programa, además, ha participado desde la academia en reflexiones y proyectos orientados a la consolidación del diseño en diferentes ámbitos. Entre los más importantes pueden mencionarse la construcción del Estatuto del Código de Ética para los profesionales del Diseño Industrial; el reconocimiento de Colciencias de la investigación-creación y los productos de investigación derivados de estos procesos en las áreas de arquitectura, artes y diseño y la formulación de la Política de Diseño para el Distrito Capital. En estos procesos ha estado vinculado como miembro de la RAD e incluso en su representación. En el año 2014 abrió el programa de Diseño de Comunicación, primero en el país tanto en denominación como en propuesta curricular, aprobado por el Ministerio de Educación con registro calificado del 6 de diciembre de 2013, mediante resolución 17742.
En septiembre de 2015 el programa de Diseño Industrial fue acreditado como programa de Alta Calidad por el Ministerio de Educación Nacional, siendo uno de los 8 programas de diseño que cuentan con esta distinción en Colombia.

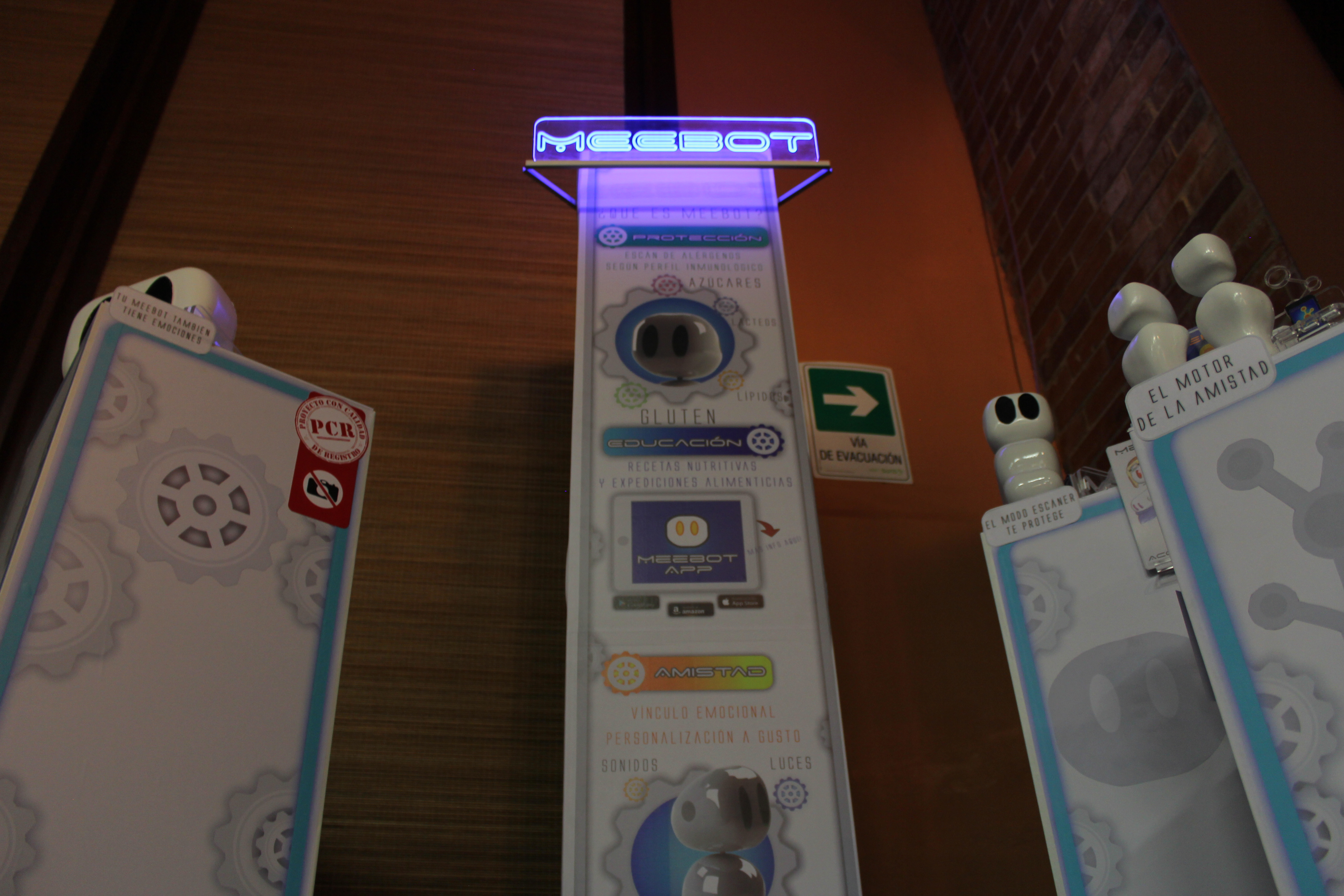
Meebot

## Diálogos de Diseño
Los diálogos de Diseño son una serie de conferencias organizadas por FaDIC que se realizan a lo largo del semestre académico con el fin de complementar las competencias de los profesionales en formación. Con los Diálogos de Diseño, la Facultad de Diseño Imagen y Comunicación busca la contextualización del futuro profesional con las coyunturas del medio del diseño industrial y explora, desde el punto de vista laboral y empresarial, una serie de experiencias en la voz de sus protagonistas.

## Salón Académico de Diseño (SAdD)
El Salón Académico de Diseño SAdD es una muestra pedagógica de los proyectos desarrollados en los talleres semestrales que se imparten en los programas de Diseño Industrial y Diseño de Comunicación. El evento es una ventana para que los asistentes conozcan las ideas de los jóvenes en formación, quienes utilizan su pensamiento creativo para ofrecer soluciones a problemas en el ámbito de la calidad de vida y la salud.
Este espacio surgió tras la iniciativa liderada por la docente Carmen Lucía Vargas, diseñadora industrial egresada de la Universidad Nacional de Colombia, con experiencia en diseño para la didáctica, autora de los libros Reflexiones sobre pedagogía (2011) y Diseño para la didáctica (2016), y coordinadora del ciclo básico del programa de Diseño Industrial (2010- actualidad).  Así, el primer Salón Académico de Diseño empezó como la muestra pública de los trabajos finales producidos en la materia Diseño Básico II, "queríamos mostrar lo que hacíamos en un evento que diera cuenta del trabajo de los estudiantes de forma pública", afirma Carmen Lucía.

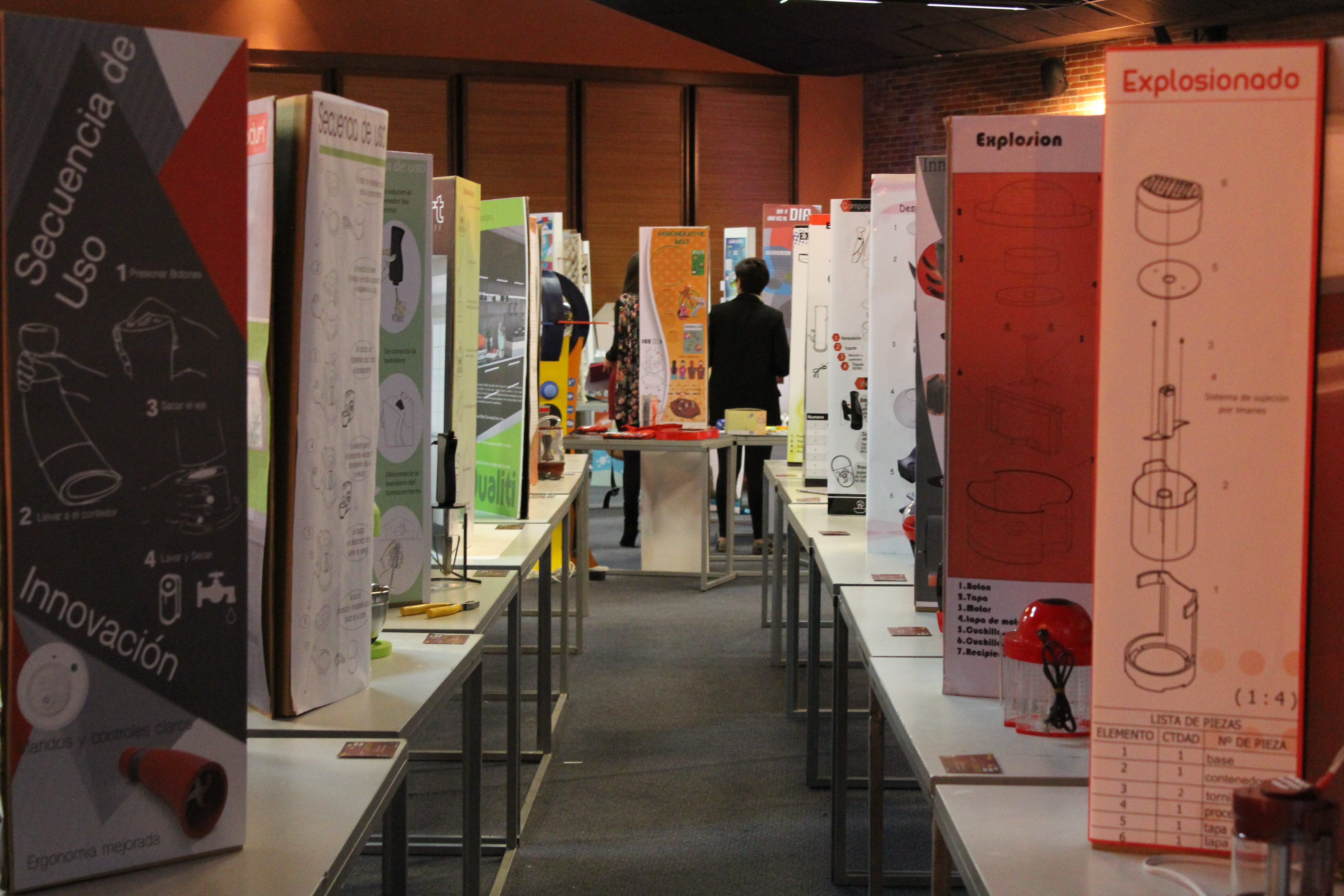
Stands durante el noveno Salón Académico de Diseño

Como atractivo principal, el SAdD, acorde a la línea de pensamiento de la Universidad El Bosque, explora temas como la responsabilidad social, la salud/interacción, el diseño para emergencias, los productos para el ocio, el diseño en los procesos de ciudad, las industrias culturales, entre otros.
El salón se ha consolidado desde 2011 como una de las muestras de diseño más influyentes de Bogotá, presentándose como una entrada al mundo del diseñador, que explora en el lenguaje de la forma, en el reconocimiento de la estética y en el encuentro de la funcionalidad dentro de la composición. Además, en el evento, los aspirantes a iniciar una carrera en diseño, pueden aprender sobre los campos de acción de un profesional en diseño, los escenarios de investigación e innovación cercanos a la realidad del país y las infinitas posibilidades a la hora de incursionar en la creación.

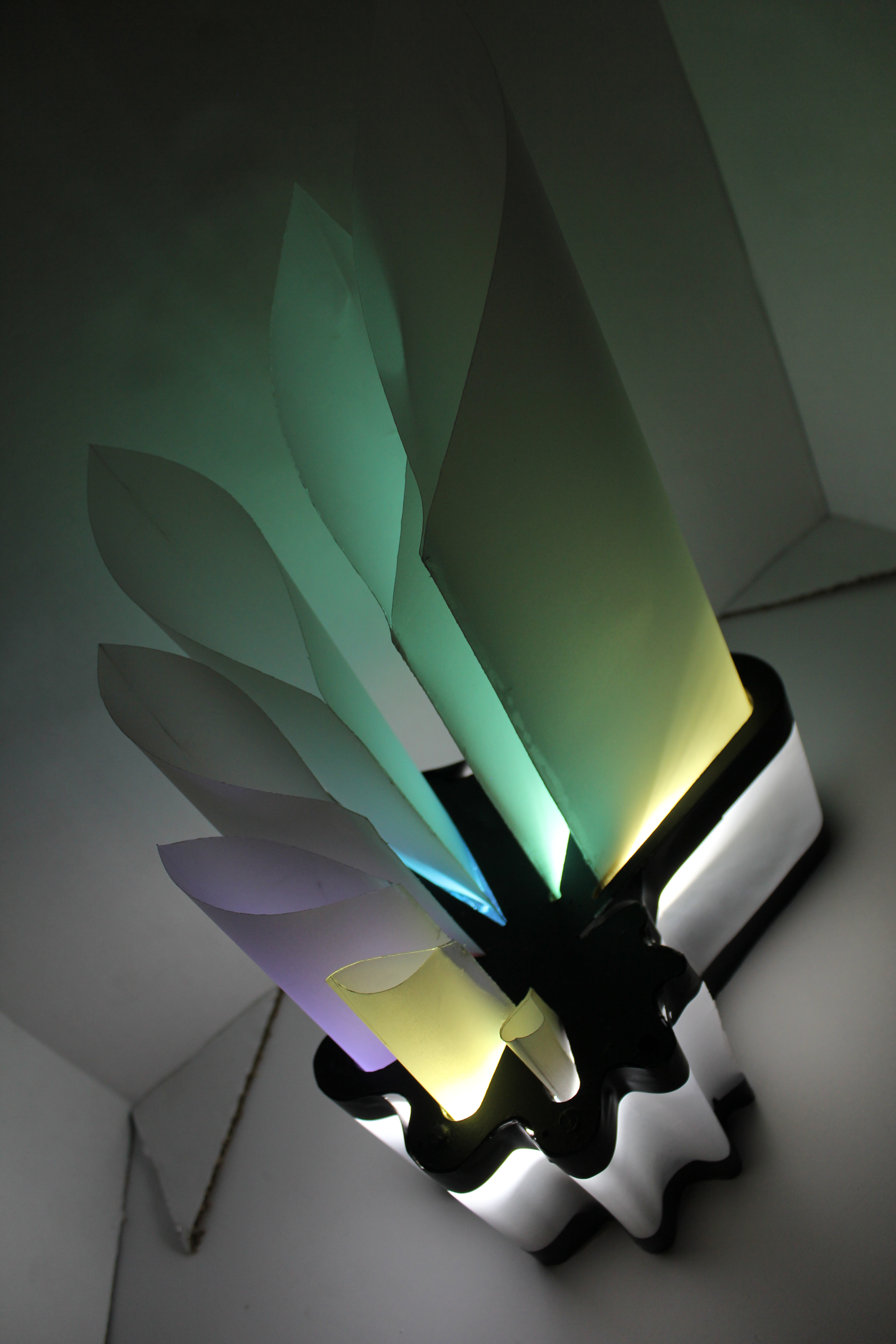
Lámpara diseñada por uno de los estudiantes del ciclo básico

## Centro de Diseño y Comunicación
En 2007 inició actividades el Centro de Diseño y Comunicación (CDC), como parte de FaDIC. Surgió como necesidad de materializar una estrategia de comunicación dentro y fuera de la Universidad permitiendo poner en escena la capacidad de desarrollo e innovación de la Facultad y el programa en un formato contemporáneo de investigación/creación, desarrollo, innovación y transferencia. Actualmente el Centro funciona como espacio de desarrollo de proyectos de investigación, con la participación de docentes, estudiantes (pasantes) y egresados del Programa. Además, presta servicios de diseño y desarrollo a la Universidad, la industria y la sociedad en general. Ahora trabaja en su reconocimiento como Centro de Investigación y Desarrollo, a través de su articulación al Grupo de Investigación del programa.

## Participación en redes y asociaciones de diseño
- RAD: Como miembro, ha participado en varios proyectos y eventos. Se resaltan: la definición y revisión de la prueba SABER PRO de diseño; la construcción del Estatuto del Código de Ética para los profesionales del Diseño Industrial; el Reconocimiento de Colciencias de la Investigación/creación y los productos de investigación derivados de estos procesos en las áreas de arquitectura, artes y diseño; la Mesa sectorial de diseño del SENA para validar las normas de competencia sobre temas de diseño.
- RITFA: Red Iberoamericana de Innovación y Transferencia de Tecnología para el Fortalecimiento Artesanal.
- ICSID: International Council of Societies of Industrial Design (ICSID), entidad que protege y promueve los intereses de la disciplina y la profesión del diseño industrial en el mundo.